# Kamienica Ohrensteina w Krakowie
Kamienica Ohrensteina – jeden z zabytkowych budynków Krakowa. Znajduje się w Dzielnicy I Stare Miasto, na Stradomiu, przy ul. Dietla 42 (róg ul. Stradomskiej 27).

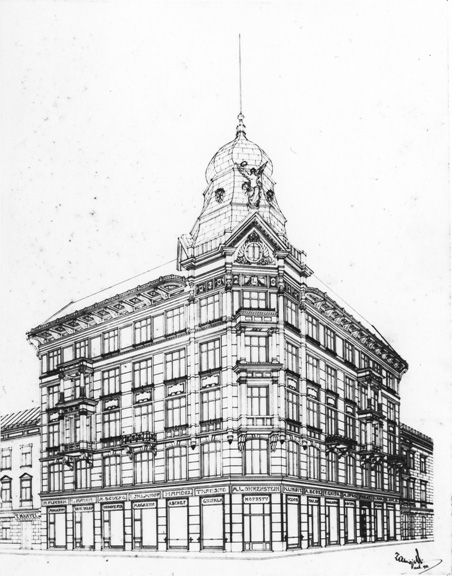
Projekt Jana Zawiejskiego przedstawiający kamienicę z iglicą zdemontowaną później przez hitlerowców.

Kamienica, której właścicielem był Mojżesz Ohrenstein, powstała w latach 1911-1913. Zaprojektował ją Jan Zawiejski. 
Kamienica jest uznawana za jedną z najbardziej charakterystycznych budowli Stradomia. Opisywana jest jako eklektyczna i historyzująca, a niekiedy jako modernistyczna. Iglica na kopule budynku została zdemontowana przez żołnierzy niemieckich podczas drugiej wojny światowej.
Była to największa kamienica czynszowa w Krakowie w epoce swojej budowy.